# Causalitat (física)
|  | Aquest article tracta sobre el concepte físic. Si cerqueu el concepte filosòfic, vegeu «Causalitat». |

En física, el terme causalitat descriu la relació entre causes i efectes, i és fonamental en totes les ciències naturals, especialment en física. En termes generals, la causalitat pot ser estudiada des de diverses perspectives: la filosòfica, la de la computació i l'estadística.

## Introducció
En física clàssica s'assumia que tots els esdeveniments són causats per altres anteriors i que aquesta causalitat és expressable en termes de lleis de la naturalesa. Aquesta pretensió va arribar al seu punt més alt en l'afirmació de Pierre-Simon Laplace. Laplace va afirmar que si es coneix l'estat actual del món amb total precisió, un pot predir qualsevol esdeveniment en el futur. Aquesta perspectiva es coneix com a determinisme o més precisament determinisme causal.
Encara que el determinisme de Laplace sembla correcte respecte a les equacions aproximades de la física clàssica, la teoria del caos ha afegit petites complicacions. Molts sistemes presenten una forta sensibilitat a les condicions inicials, el que significa que condicions inicials molt similars en certs sistemes poden conduir a comportaments a llarg termini molt diferents. Això succeïx per exemple en el temps atmosfèric. Cap a 1987 era habitual usar súperordinadors en la predicció del temps, per exemple el Cray X-MP del Centre Europeu de Prediccions Meteorològiques a Mitjà Termini, que operava amb una capacitat màxima de 800 megaflops, podia calcular en tot just mitja hora un pronòstic acceptable del temps per a l'endemà en tot l'hemisferi. I encara que cada dia es realitzaven pronòstics dels següents deu dies, els resultats del pronòstic a partir del quart o cinquè dia diferien sensiblement del previst per l'ordinador.
No obstant això, per sobre de la impredictibilitat pràctica causada pel comportament estocàstic o caòtic dels sistemes clàssics, està el fet que la mecànica quàntica presenta juntament amb una evolució determinista recollida en l'equació de Schrödinger, una evolució no-determinista recollida en el postulat del col·lapse de la funció d'ona.

### Mecànica relativista
D'acord amb els postulats comuns de la física newtoniana, la causa precedeix a aquest efecte en el temps. No obstant això, en la física moderna, el concepte més simple de causalitat ha necessitat ser clarificat. Per exemple, en la teoria de la relativitat especial, el concepte de causalitat es manté, però el significat de "precedir en el temps" segueix sent absolut i no depèn de l'observador (encara que no passa igual amb el concepte de simultaneïtat de conceptes no relacionats causalment, que ara sí que passen a dependre de l'observador). Conseqüentment, el principi relativista de causalitat diu que la causa precedeix al seu efecte per a observadors inercials. Això implica que, en termes de la teoria de la relativitat especial, una condició necessària perquè A sigui causa de B, és que B sigui un esdeveniment que pertany al con de llum de A en termes de distàncies espaciotemporals es diu que A i B estan separats per interval temporaloid). A pesar d'algunes obres de ciència-ficció, en els supòsits sota els quals la teoria de la relativitat especial és adequada per a descriure el món, resulta impossible, no només influir en el passat, sinó també en objectes distants mitjançant senyals que es moguin més ràpides que la velocitat de la llum.
En la teoria general de la relativitat, el concepte de causalitat es generalitza de la manera més directa possible: l'efecte ha de pertànyer al con de llum futur de la seva causa, encara en espaitempss corbs; encara que poden aparèixer certes complicacions, com quan un tracta solucions exactes de les equacions d'Einstein, com l'Univers de Gödel, on existeixen corbes temporals tancades, i un observador pot veure's a si mateix en el passat, i altra sèrie de peculiaritats que, no obstant això, no incorren en cap paradoxa.

### Mecànica quàntica
Quan s'investiga la causalitat en mecànica quàntica no relativista i teoria quàntica de camps (mecànica quàntica relativista) es tenen en compte noves subtileses. En la teoria quàntica de camps, la causalitat està estretament relacionada amb el principi de localitat. L'anàlisi d'aquest principi és delicat, i moltes vegades aquesta anàlisi passa per l'ús del teorema de Bell. De tota manera, el resultat d'aquesta anàlisi sembla dependre, en part, de com s'interpretin els resultats.
No obstant això, se sospita que, encara amb totes aquestes subtileses, el principi de causalitat segueix sent un concepte vàlid de tota teoria física realista. Així, sembla que la noció que els esdeveniments poden ser ordenats en causes i efectes és necessària per a prevenir certes paradoxes del món que coneixem.
La base de la causalitat física són els processos energètics que estan governats pel principi físic de la conservació de l'energia.

## Principi de causalitat
El principi de causalitat postula que tot efecte -tot esdeveniment- ha de tenir sempre una causa (que, en idèntiques circumstàncies, una causa tingui sempre un mateix efecte es coneix com a "principi d'uniformitat"). S'usa per a la recerca de lleis definides, que assignen a cada causa el seu corresponent efecte.
Aquest principi reflecteix un comportament mecànic de la naturalesa, que fins al segle xx s'havia acceptat i interpretat en un sentit determinista. No obstant això, a principis d'aquest segle Heisenberg va introduir el seu principi d'incertesa, que modificava profundament el principi de causalitat clàssic.
Heisenberg i altres pares de la mecànica quàntica van introduir un model d'àtom que renunciava a la visió clàssica d'un compost de partícules i ones. Es va concloure que estava condemnat al fracàs qualsevol intent d'establir analogies entre l'estructura atòmica i la nostra intuïció sobre objectes macroscòpics. La formulació matemàtica de la teoria de Heisenberg es va anomenar inicialment mecànica matricial, perquè requeria l'ús de les matrius de l'àlgebra lineal clàssica. Aquesta formulació va resultar complementària de la mecànica ondulatòria, del físic austríac Erwin Schrödinger.
Usant aquesta mecànica, els nivells d'energia o òrbites d'electrons es descriuen en termes probabilístics: en general, d'una mateixa causa no es deriva sempre un mateix efecte, sinó que existeix una varietat de possibles efectes. Només es pot predir (encara que, en principi, amb una fiabilitat determinista total) la probabilitat que, quan la causa es produeixi, ocorri cadascun dels efectes.
Aquest comportament resulta estrany per a la nostra experiència ordinària. La seva explicació la podem resumir en els següents punts, que han d'acceptar-se com postulats avalats per milers d'observacions experimentals:
- Existeixen propietats de la matèria (observables) que no es poden amidar simultàniament (observables que no commuten). Per exemple, la posició i la velocitat d'una mateixa partícula seria un parell de propietats d'aquest tipus. Per a il·lustrar aquesta situació amb un anàleg clàssic bast, pensi's que, si un microscopi és prou sensible com per a fer visible un electró, haurà d'enviar una quantitat mínima de llum o altra radiació apropiada sobre ell, que ho faci visible. Però l'electró és tan petit que aquest mínim de radiació (diguem, un fotó) és suficient per a fer-li canviar de posició tot just ho toqués, de manera que en el precís instant d'amidar la seva posició, alteraríem aquesta.

- Suposem que hem mesurat una d'aquestes propietats observables, de manera que coneixem amb precisió el seu valor. Quan un instant després amidem la segona propietat, obtindrem un dels possibles valors d'aquesta segona propietat, però no podem predir abans quin: només es pot predir la probabilitat amb la qual cadascun dels valors possibles seran obtinguts.

Per a alguns autors, des del punt de vista filosòfic, això suposa renunciar al principi de causalitat: podem trobar dos sistemes físics que han estat preparats exactament de la mateixa manera, però tals que, a l'amidar una mateixa propietat d'ambdós, obtenim un resultat distint en cada cas. No existeix cap causa per la qual hàgim obtingut els resultats diferents: la Naturalesa no és determinista. No obstant això, sí que es poden determinar amb precisió les probabilitats d'obtenir les possibles mesures. I com els objectes macroscòpics estan formats per nombres gegantescs de partícules, les prediccions probabilístiques quàntiques acaben sent, estadísticament parlant, totalment precises, el que fa de la Mecànica Quàntica una teoria extraordinàriament exacta.
La interpretació descrita de la mecànica quàntica és la que s'ha imposat amb el temps, i se l'anomena interpretació de Copenhaguen en honor de l'escola del físic danès Niels Bohr. Inicialment, la renúncia al principi de causalitat en aquesta interpretació no fou acceptada per molts físics, incloent a Einstein, qui va afirmar: "Déu no juga als daus". De fet, el mateix Einstein, en col·laboració amb Podolski i Rosen, va idear un experiment (Paradoxa EPR, per les sigles dels seus autors) tal que les conclusions de la interpretació de Copenhaguen semblaven absurdes. Bohr va mostrar que, encara que molt estranyes, aquestes conclusions no són absurdes. Experiments d'aquest tipus van ser portats a terme a la fi del segle xx per Alain Aspect, i han confirmat la interpretació de Copenhaguen.
No obstant això, aquesta interpretació s'enfronta encara a l'anomenada paradoxa del gat de Schrödinger (remarquem que Schrödinger, com Einstein, va ser un dels pares de la mecànica quàntica). Aquesta paradoxa, que afecta la definició del que és un procés de mesura (la distinció entre la matèria observada i la ment de l'observador), no ha pogut ser encara explicada de manera satisfactòria.
Hi ha multitud d'efectes que es deriven del principi d'incertesa. Un d'ells, que afecta a l'exemple d'incertesa posició-velocitat anterior, és la impossibilitat de l'absència completa d'energia cinètica o, diguem, velocitat, per a una partícula (ni tan sols en el zero absolut). Si l'energia cinètica arribés al punt zero i les partícules quedessin totalment immòbils, seria possible confinar-les i determinar la seva posició amb precisió arbitrària, alhora que coneixeríem la seva velocitat (que seria zero). Per tant, ha d'existir alguna "energia residual del punt zero", fins i tot en el zero absolut, per a mantenir les partícules en moviment, i també, per així dir-lo, la nostra incertesa. Aquesta energia "punt zero" es pot calcular, i resulta suficient per a evitar que l'heli líquid se solidifique, fins i tot a temperatures tan pròximes com es vulgui del zero absolut (el zero en si resulta inaccessible).
Les conseqüències del principi d'incertesa es constaten en totes les parts de la microfísica, i acaben resultant sorprenents quan s'extrapolen a l'Univers en el seu conjunt. Així:
- Des dels temps de *Einstein, en 1930, se sabia que el principi d'incertesa també duia a la impossibilitat de reduir l'error en el mesurament d'energia sense acréixer la incertesa del temps durant el qual es pren la mesura. (De fet, al principi, Einstein va creure poder utilitzar aquesta tesi com trampolí per a *refutar el principi d'incertesa, però també Bohr va mostrar que la temptativa d'Einstein era errònia).

- D'aquesta versió de la incertesa se seguia que en un procés subatòmic es podia violar durant breus lapses la llei de la conservació de l'energia (sempre que tot tornés a l'estat de conservació quan conclogués aquest lapse). En general, com més gran sigui la desviació de la conservació, tant més breu serà l'interval de temps que aquesta és tolerable. El físic japonès Hideki Yukawa va aprofitar aquesta noció per a elaborar la seva teoria dels pions, confirmada experimentalment.

- Más encara, va possibilitar l'elucidació de certs fenòmens *subatòmics pressuposant que les partícules naixien del no-res com un repte a l'energia de conservació, però s'extingien abans del temps assignat a la seva detecció, per la qual cosa eren només "partícules virtuals". Cap a fins de la dècada 1940-1950, tres investigadors (premis Nobel de Física en 1965) van elaborar la teoria sobre aquestes partícules virtuals: els físics nord-americans Julian Schwinger i Richard Phillips Feynman, i el físic japonès Shin'ichirō Tomonaga. Els diagrames de Feynman són usats correntment en la física de partícules, on duen a prediccions extremadament exactes.

- A partir de 1976 s'han produït especulacions sobre que l'Univers va començar com una petita però molt massiva partícula virtual que es va expandir amb extrema rapidesa i que encara segueix expandint-se. Segons aquest punt de vista, l'Univers es va formar del no-res i podem preguntar-nos sobre la possibilitat que hagi un nombre infinit d'Universos que es formin (i, arribat el moment, acabin) en aquest No-res.

En resum, el principi d'incertesa va afectar profundament al pensament de físics i filòsofs. Va exercir una influència directa sobre la qüestió filosòfica de causalitat, la relació entre causa i efecte. Però les seves implicacions per a la ciència no són les quals se suposen popularment sovint. Es pot llegir que el principi d'incertesa anul·la tota certesa sobre la naturalesa, i mostra que, al cap i a la fi, la ciència no sap ni sabrà mai cap a on es dirigeix, que el coneixement científic està a la mercè dels capritxos imprevisibles d'un Univers on l'efecte no segueix necessàriament a la causa. Però tant si aquesta interpretació és vàlida des de l'angle filosòfic com si no, el principi d'incertesa no ha modificat un àpex l'actitud del científic davant la investigació. I això per diversos motius:
- La incertesa també existeix a un nivell clàssic. Per exemple, fins i tot si s'ignoren possibles efectes quàntics, no es pot predir amb certesa el comportament de les molècules individuals en un gas. No obstant això, aquestes molècules acaten certes lleis termodinàmiques, i la seva conducta és previsible sobre una base estadística. Aquestes prediccions són infinitament més precises que les de les companyies asseguradores, que planifiquen la seva activitat (i obtenen beneficis) calculant amb índexs de mortalitat fiables, encara que els sigui impossible predir quan morirà un individu determinat.

- Certament, en moltes observacions científiques, la incertesa és tan insignificant comparada amb l'escala corresponent de mesures, que la hi pot descartar per a tots els propòsits pràctics. Un pot determinar simultàniament la posició i el moviment d'una estrella, o un planeta, o una bola de billar, o fins i tot un òbol amb exactitud absolutament satisfactòria.

- La incertesa entre les mateixes partícules subatòmiques no representa un obstacle, sinó una veritable ajuda per als físics. La hi ha emprat per a entendre el model atòmic (que resultava inestable des del punt de vista no quàntic), esclarir fets sobre la radioactivitat, sobre l'absorció de partícules subatòmiques pels nuclis, i molts altres esdeveniments subatòmics. En això s'empra una economia lògica i raonabilitat molt superior del que hagués estat esperable sense ell.

És cert que el principi d'incertesa o, en general, la física quàntica, s'enfronta a la paradoxa no resolta del problema del mesurament (el gat de Schrödinger). Però aquesta té els seus orígens en la distinció entre ment i matèria, determinisme i lliure albir, i aprofundeix en ella com mai abans havien imaginat els filòsofs. El principi d'incertesa significa que l'Univers és més complex del que se suposava, però no irracional.

## Altres possibilitats
En els models de superbradions considerats per Lluís González-Mestres, la causalitat pot ésser preservada substituint la velocitat de la llum per la velocitat crítica superluminal.